# Budde
Budde ist ein deutscher Familienname.

## Herkunft und Bedeutung
Budde ist ein Berufsname und bezieht sich auf den Beruf des Küfers.

## Familien
- Budde (pommersch-dänisches Adelsgeschlecht)
- Budde (preußisches Adelsgeschlecht)
- Budde (rügisches Adelsgeschlecht)
- Budde (westfälisches Adelsgeschlecht)

## Namensträger
- Aleida Budde (1800–1852), niederländische Malerin und Zeichnerin
- Alexander Budde (* 1971), deutscher Hörfunkjournalist
- August Budde (1695–1753), deutscher Mediziner
- Bernhard Budde (1828–1899), deutscher Porträt- und Historienmaler
- Brad Budde (* 1958), US-amerikanischer American-Football-Spieler
- Burkhard Budde (* 1953), deutscher evangelischer Theologe, Autor, Journalist und Kommunalpolitiker (CDU)
- Christa Budde (1962–2024), deutschsprachige Autorin
- Christoph Budde (1963–2009), deutscher Fußballspieler
- Cleo-Johanna Budde (* 1998), deutsche Schauspielerin
- Dieter Budde (* 1944), deutscher General
- Elmar Budde (* 1935), deutscher Musikwissenschaftler
- Emil Arnold Budde (1842–1921), deutscher Physiker
- Enno Budde (1901–1979), deutscher Richter
- Ernst Budde (Politiker, 1817) (1817–1892), deutscher Politiker und Abgeordneter im westfälischen Provinziallandtag
- Ernst Budde (Politiker, 1832) (1832–1912), deutscher Politiker und Abgeordneter im westfälischen Provinziallandtag
- Ernst Budde (1890–1959), deutscher Politiker (CDU) und Abgeordneter im Landtag von Nordrhein-Westfalen
- Eugen Budde (1901–1984), deutscher Jurist und Diplomat
- Ewald Budde (1873–1966), deutscher Politiker (SPD)
- Fritz Budde (1895–1956), deutscher Kommunalpolitiker (NSDAP)
- Gerhard Budde (1865–1944), deutscher Schulreformer
- Grete Budde (1883–1967), deutsche Bildhauerin
- Gunilla Budde (Gunilla-Friederike Budde; * 1960), deutsche Historikerin
- Hans Budde (Architekt) (1920–2002), deutscher Architekt
- Hans Budde (Politiker) (1933–2010), deutscher Politiker (SPD)
- Hans-Otto Budde (* 1948), deutscher Generalleutnant
- Harald Budde (1934–2018), deutscher Regisseur und Schriftsteller
- Heinz Budde (1925–1991), deutscher Volkswirt und Politiker (CDU)
- Helga Budde-Engelke (* 1950), deutsche Malerin und Grafikerin
- Hermann von Budde (1851–1906), deutscher Militär und preußischer Staatsminister
- Hermann Budde, deutscher Fußballspieler
- Herrmann Budde (1890–1954), deutscher Biologe und Lehrer
- Hyacinthus Budde SVD (1904–1943), deutscher römisch-katholischer Ordensmann, Missionar und Märtyrer
- Johann Franz Budde (1667–1729), deutscher Ethnologe und Theologe, siehe Johann Franz Buddeus
- Johann Friedrich Budde (1815–1894), deutscher Jurist und Hochschullehrer
- Jöns Budde (um 1437–1491), schwedisch-finnischer Mönch und Übersetzer
- Kai Budde (* 1953), deutscher Kunst- und Technikhistoriker sowie Kurator
- Karl Budde (1850–1935), deutscher evangelischer Theologe
- Katrin Budde (* 1965), deutsche Ingenieurin und Landespolitikerin (SPD)
- Klaus Budde (* 1945), deutscher Fußballspieler
- Ludwig Budde (1913–2007), deutscher Archäologe und Hochschullehrer
- Mariann Edgar Budde (* 1959), US-amerikanische anglikanische Bischöfin
- Matthias Budde († 1591), dänischer Diplomat, Statthalter auf Ösel
- Max Budde (1883–1958), deutscher Chirurg und Hochschullehrer
- Nadia Budde (* 1967), deutsche Grafikerin und Kinderbuchillustratorin
- Otto Budde (1848–1909), deutscher Ingenieur
- Pit Budde (* 1952), deutscher Musiker und Autor
- Rainer Budde (Kunsthistoriker) (1939–2023), deutscher Kunsthistoriker
- Rainer Budde (Fußballspieler) (* 1948), deutscher Fußballspieler
- Reinhold Budde (* 1950), deutscher Künstler
- Roswitha Budeus-Budde (* 1947), deutsche Journalistin und Expertin für Kinder- und Jugendliteratur
- Rudolf Budde (1888–1975), deutscher Pädagoge
- Ruth Budde (* 1959), deutsche Tischtennisspielerin
- Tobias Budde (* 1993), deutscher Journalist und Podcaster
- Vladimir Budde (1952–2011), deutscher Schachspieler und -autor
- Werner Budde (1886–1960), deutscher Mediziner
- Wilhelm Budde (1905–1993), deutscher Kapitän zur See der Bundesmarine
- Winfrid Budde (* 1941), deutscher Arzt, Schriftsteller und Illustrator